# 콩콘
콩콘(스페인어: Concón)는 칠레 발파라이소 주 발파라이소 현의 코무나이다.